# Tvillingerne og Julemanden
Tvillingerne og Julemanden er en dansk julekalender fra 2013. Serien er produceret i et samarbejde mellem TV2 og Deluca Film ved producer og direktør fra Deluca Film Morten Rasmussen. Serien genbruger karakterer fra "Ludvig og Julemanden" fra 2011, hvorved Lars Hjortshøj og Camilla Bendix igen er på rollelisten, mens hovedrollerne Peter og Signe spilles af debutanterne Martin Hempel Barkholt og Marie Højgaard Andersen. Samtidig medvirker Nicolaj Kopernikus, Benedikte Hansen, Casper Crump og Lærke Winther. Instruktør er Tilde Harkamp, der også stod bag kameraet på "Ludvig og Julemanden". Hovedforfattere på serien er forfatter Camilla Hübbe og manuskriptforfatter Anna Neye, som begge har deres debut med julefiktion. Tidligere har skuespiller Lærke Winther og manuskriptforfatter Anna Neye samarbejdet på serien ”Normalerweize”.

Katrine Vogelsang, fiktionschef på TV 2, har beskrevet handlingen i en pressemeddelelse: 
| Citat | Der er tale om et helt nyt og spændende univers med en helt ny historie fuld af humor, spænding og magi og ikke så få udfordringer for den stakkels julemand Nicolas, der med stor succes samlede hele Danmark i december forrige år. | Citat |
|       | |       |

Optagelserne varede i 16 uger mellem 28. januar til 2. juli 2013.
Handlingen foregår i Nordjylland, hvoraf de fleste optagelser foregik ved Klarupgaard. Der er også blevet filmet ved Klithusegaarden, Skallerup Seaside Resort, Thingbæk Kalkminer, Hirtshals Fyr, Hirtshals Havn, Aalborg Zoo og Helligåndsklosteret i Aalborg.
Produktionen har modtaget økonomisk støtte fra Aalborg Kommune, Hjørring Kommune, Visit Nordjylland og Spar Nord Fond, samt en bevilling på 1,4 millioner kroner fra Den Vestdanske Filmpulje.
Sangeren Mads Langer har skrevet og sunget titelsangen "En stjerneregn af sne".

## Plot
Julekalenderen foregår i Aalborg og omegn, og er efterfølgeren til seersuccesen, Ludvig og Julemanden. Den elskelige, klodsede og temmelig dovne Julemand Nicholas (Lars Hjortshøj) har landet sin kane sammen med Julie, så de kan købe gavepapir, gavebånd og til-og-fra-kort. Mens Julie (Camilla Bendix) er væk, sidder Nicholas på bunken af indkøbsvarer og surmuler over, at han ikke er en rigtig Julemand med rigtige magiske kræfter, som ved, hvad børn ønsker sig, bare ved at kigge på dem. Pludselig dukker en mystisk mand ved navn Dr. Johan Vilhelm Schwartz (Nicolaj Kopernikus) frem foran ham.
Dr. Schwarz siger til Nicholas, at han kan gøre ham til en rigtig magisk Julemand, men kun hvis han finder en lillebitte sten ved navn Lysets Sten til ham. Nicholas bliver ellevild med den idé og underskriver med det samme den kontrakt, Schwartz giver ham, men uden at læse, hvad der egentlig står på den. Da Julie kommer tilbage, ser hun Nicholas og Schwartz stå og tale sammen. Hun spørger, hvad der foregår, og Nicholas svarer, at Dr. Schwartz har sagt, at han kan gøre ham til en rigtig Julemand. Julie bliver irriteret over, at Nicholas kan finde på at underskrive noget, som de ikke har talt om først. Hun læser kontrakten og finder ud af, at der ikke står, at Nicholas vil blive til en rigtig Julemand. Derimod står der, at hvis Nicholas ikke finder og bringer Dr. Schwartz Lysets Sten inden den 24. december, vil alt, hvad Nicholas ejer, blive Dr. Schwartz' ejendom.
Julie bliver rasende, krøller kontrakten sammen og smider den væk, og Nicholas er rasende over, at Dr. Schwartz har snydt ham. Dr. Schwartz tryller Julie om til en gås i et bur. Derefter tryller han alt, hvad Nicholas ejer, væk; på nær hans undertøj. Han fortæller Nicholas, at hvis ikke han finder Lysets Sten til ham inden den 24. december, vil han aldrig få Julie at se igen. Derefter forsvinder han selv ud i det blå. Tvillingerne Signe (Marie Højgaard Andersen) og Peter Iversen (Martin Hempel Barkholt), der har set alt, hvad der er sket, lover at hjælpe Nicholas med at finde Lysets Sten, så han kan få sin kone tilbage.

## Medvirkende
- Marie Højgaard Andersen, hovedrolle som Signe Iversen
- Martin Hempel Barkholt, hovedrolle som Peter Iversen
- Lars Hjortshøj, Julemanden/Nicholas
- Nicolaj Kopernikus, Dr. Schwartz
- Sarah-Sofie Boussnina, Regitze Schwartz
- Sigrid Kandal Husjord, Benz
- Alex Høgh Andersen, William Iversen
- Lærke Winther, Nanna Iversen
- Casper Crump, Anders Iversen
- Benedikte Hansen, Susanne Claus
- Camilla Bendix, Julie
- Mia Vadmand Ejlerskov, Emma
- Carsten Knudsen, Gåsebonden
- Kasper Leisner, Broder Lorenz
- Lars Lohmann, Broder Johannes
- Allan Helge Jensen, Broder Bertram
- Anders Brink Madsen, Receptionist
- Amanda Marie Thaarsti Witzel, Emmas veninde
- Agathe Reinholdt Østergaard, Emmas veninde
- Kælen, Gåsen Julie

## Produktion
- Morten Rasmussen, producent
- Tilde Harkamp, instruktør
- Merete Stubkjær, line producer / post producer
- Julie Klitgaard, post producer
- Iben Westi, post producer
- Jacob Banke Olesen DFF, cheffotograf
- Camilla Hübbe, hovedforfatter
- Anna Neye Poulsen, hovedforfatter
- Lolita Belstar, episodeforfatter
- Tommy Bredsted, episodeforfatter